# Karol Mroszczyk
Karol Mroszczyk (* 24. Januar 1905 in Ciężkowice; † 1. Februar 1976 in Sopot) war ein polnischer Komponist und Musikpädagoge.
Mroszczyk war Violinschüler von Józef Cetner und studierte von 1924 bis 1929 an der Musikakademie Krakau Komposition bei Bolesław Wallek-Walewski und Bernardino Rizzi sowie Musikwissenschaft an der Jagiellonen-Universität.
Nach Abschluss des Studiums unterrichtete er an den Staatlichen Lehrerseminaren von Borunach, Augustów und von Vilnius, wo er auch den
Distrikchor des Polnischen Lehrerverbandes leitete. Seine Ausbildung als Komponist vervollkommnete er bei Tadeusz Szeligowski. Von 1940 bis
1941 und nach der deutschen Besatzung von 1944 bis 1945 war er Erster Geiger der Litauischen Staatsphilharmonie. Daneben gab er privaten
Unterricht und unterrichtete 1944–45 auch am Staatlichen Konservatorium von Litauen.
Von 1950 bis 1953 war er Direktor der Staatlichen Musikschule Nr. 2 in Łódź, ab 1953 leitete er das Musikgymnasium und unterrichtete bis 1975 Musiktheorie an der Staatlichen Musikhochschule  Łódź. 1955 erhielt er für das Werk Nad o wodzie den Preis des polnischen Komponistenverbandes, außerdem wurde er auch mit dem Goldenen Verdienstkreuz (1967) und dem Ritterkreuz des Orden Polonia Restituta (1975) ausgezeichnet.

## Werke
- Na ten ugór für Chor a cappella (1935)
- Pieśń żniwna für Geige und Klavier (1937)
- Mały poemat für Geige und Klavier (1937)
- Allegro für Geige und Klavier (1939), für Streichorchester (1943)
- Polonez D-dur für Geige und Klavier (1941)
- Sonata h-moll für Geige und Klavier (1941)
- Sonata romantyczna für Geige und Klavier (1942)
- Polonez für Geige und Sinfonieorchester (1942)
- Mała suita na tematy ludowe für Orchester (1942)
- Dziesięć pieśni ludowych für gemischten Chor a cappella (1946)
- Chmury, Lied für Stimme und Klavier (1946)
- Dwie pieśni für Stimme und Klavier (1947)
- Dwie pieśni für gemischten Chor a cappella (1947)
- Trzy preludia für Klavier (1948)
- Wariacje w stylu klasycznym für Geige oder Bratsche und Klavier (1948)
- Pieśni ludowe für Stimme und Klavier (1948), für gemischten Chor a cappella (1950)
- Dwie pieśni śląskie für Stimme, Chor und Musikensemble (1948)
- Etiudy für Klavier (1949)
- Piosenki ludowe für Stimme und Klavier (1950)
- Temat z wariacjami für Klavier (1950)
- Valse lente für Koloraturstimme und Orchester (1951)
- Pieśń kurpiowska für Stimme und Klavier (1951)
- Wariacje für Klavier (1952)
- Quasi notturno für Streichorchester (1953)
- Kołysanka für kleines Sinfonieorchester (1954)
- Kołysanka für treichorchester und Holzblasinstrumente (1954)
- Nad wodą wielką i czystą für Stimme und Klavier nach Worten von Adam Mickiewicz (1955)
- Tryptyk für Streichorchester (1955)
- Pieśni dziecięce für Stimme und Klavier (1956)
- Nokturn für Geige und Klavier (1957)
- Szkice baletowe für kleines Sinfonieorchester (1958)
- Pieśni do słów Kazimiery Iłłakowiczówny für Stimme und Klavier (1958)
- Canzona antica für Streichorchester (1960)
- Szesnaście utworów dziecięcych für Klavier (1961)
- Concertino Popolare für Klavier und Orchester (1962)
- Koncert fortepianowy (1962)
- Jedno małe kłamstwo, musikalische Komödie (1962)
- Melodia für Sinfonieorchester (1962)
- Nad Odrą für Chor a cappella (1964)
- Dumo moja Warszawo für Chor a cappella (1964)
- Jesień für Stimme und Orchester (1964)
- Taniec hiszpański für kleines Sinfonieorchester (1964)
- Małe wariacje w rytmie gawota für Klavier (1964)
- Trzy utwory für Klavier (1966)
- Ballada sieradzka für Stimme und Klavier (1967)
- Sześć pieśni do słów Kazimiery Iłłakowiczówny für Sopran und Klavier (1967–68)
- Odlatujące żurawie für Stimme und Klavier (1968)
- Erotyk für Stimme und Klavier (1968)
- Dwie pieśni für dreistimmigen Kinderchor a cappella (1968–69)
- Pieśń o Janku Krasickim für dreistimmigen Frauenchor und Klavier (ad libitum) (1968–69)
- Jarzębina für Stimme und Klavier (1969)
- Słoneczny puch für Stimme und Klavier (1969)
- Nokturn für dreistimmigen Frauenchor und Klavier oder Orchester (1969)
- Nad źródłem für Stimme und Klavier (1970)
- Litworowe doliny für gemischten Chor a cappella (1970)
- Suita liryczna nr 2 für Streichorchester (1970)
- Brzoza für Stimme und Klavier (1971)
- Epizod für Geige und Klavier (1971)
- Sonet für Stimme und Klavier (1971)
- Canzonetta für Geige und Klavier (1972)
- Wariacje e-moll für Klavier (1972)
- Wariacje A-dur für Klavier (1972)
- Sonatina für Klarinette und Klavier (1973)
- Obłoki, Lied für Stimme und Klavier (1973)
- Pieśń Don Juana I  und II für Bariton und Klavier (1973)
- Moment musical für Streichorchester (1973)
- Arietta für Geige und Klavier (1973)
- Trzy preludia für Klavier (1973)
- Sonatina pamięci Muzio Clementiego für Klavier (1973)
- Kołysanka für Stimme und Klavier (1973)
- Dwanaście utworów dziecięcych für Klavier (1973)
- Sonata für Cello und Klavier (1974)
- Sonata na skrzypce i fortepian nr 2 (1974)
- Sonata für Klarinette und Klavier (1975)